# Seznam španskih šahovskih velemojstrov
Seznam španskih šahovskih velemojstrov.

## A
- Julen L. Arizmendi Martinez

## B
- Juan Manuel Bellon Lopez

## C
- Alexis Cabrera
- Roberto Cifuentes Parada
- Lluis Comas Fabrego

## D
- Salvador G. Del Rio Angelis

## F
- Jose Luis Fernandez Garcia
- Juan Mario Gomez Esteban

## H
- Herminio Herraiz Hidalgo

## I
- Miguel Illescas Cordoba
- Felix Izeta Txabarri

## M
- Felix Magem Badals
- Javier Moreno Carnero

## N
- Marc Narciso Dublan

## R
- Manuel Rivas Pastor
- Amador Rodriguez
- Orestes Rodriguez
- Alfonso Romero Holmes

## S
- Pablo San Segundo Carrillo

## Š
- Aleksej Širov

## T
- Miodrag Todorcević

## U
- Elizbar Ubilava

## V
- Francisco Vallejo Pons